# Jardin Amália Rodrigues
Le jardin Amália Rodrigues (en portugais : jardim Amália Rodrigues), aménagé par Gonçalo Ribeiro Telles, est un jardin de Lisbonne nommé ainsi en 2000 pour rendre hommage à la chanteuse de fado Amália Rodrigues. Inauguré initialement en 1996, il s'étend au nord du Parc Eduardo VII, sur une des plus hautes parcelles de la ville. Ce relief et son dessin donnent à ce jardin une grande diversité de paysages. Dans ce jardin public se trouve également une sculpture du Colombien Fernando Botero choisie par les habitants de la ville et les touristes à la suite d'une exposition des œuvres de l'artiste sur le Terreiro do Paço.